# منشورات نزار قباني
منشورات نزار قباني، هي دار طباعة ونشر وتوزيع عربية، أسسها نزار قباني في عام 1966، ويقع مقرها في بيروت عاصمة لبنان.